# Ante Čačić
Ante Čačić (* 29. September 1953 in Zagreb, Jugoslawien) ist ein kroatischer Fußballtrainer, der von 2015 bis 2017 die kroatische Nationalmannschaft trainierte.

## Karriere

### Als Trainer

#### Vereine
Čačić trainierte diverse teilweise unterklassige Vereine in Kroatien, wobei ihm mit Dubrava und Inter Zaprešić der Aufstieg gelang. In der Saison 2011/12 erreichte er seinen größten Erfolg, als er Dinamo Zagreb zur kroatischen Meisterschaft und zum Pokalsieg führte. Als Meister war Dinamo für die 2. Qualifikationsrunde der UEFA Champions League 2012/13 qualifiziert. In dieser setzte sich seine Mannschaft gegen Ludogorez Rasgrad, der erstmals in Bulgarien Meister geworden war, durch ein last-second-Tor durch. In der dritten Runde wurde der Meister aus Moldawien Sheriff Tiraspol ohne Gegentor ausgeschaltet. Nachdem dann auch noch der slowenische Meister NK Maribor in den Playoffs ausgeschaltet wurde, stand Dinamo in der Gruppenphase. Hier konnte Dinamo aber nur im letzten Spiel gegen Dynamo Kiew einen Punkt holen, verlor aber alle anderen Spiele und wurde hinter Paris Saint-Germain, dem FC Porto und Kiew Gruppenletzter. Nachdem dann in der Liga auch noch gegen den Stadtrivalen NK mit 0:1 verloren wurde, wurde Čačić entlassen. Danach folgten kürzere Trainerstationen bei weiteren kroatischen Vereinen und in Slowenien bei NK Maribor. Mit Maribor gewann er den slowenischen Superpokal.

#### Nationalmannschaft
Von 1994 bis 1998 war er – teilweise gleichzeitig mit seinem Job als Vereinstrainer – Co-Trainer der kroatischen U-21-Nationalmannschaft und von 2003 bis 2006 Assistent seines Landsmannes Ilija Lončarević beim Nationalteam von Libyen.
Nachdem die kroatische Nationalmannschaft in der Qualifikation für die Europameisterschaft 2016 gegen Aserbaidschan nur ein 0:0 erreicht und gegen Norwegen mit 0:2 verloren hatte, war die Qualifikation für die EM-Endrunde in Gefahr geraten. Der kroatische Verband entließ daher am 9. September 2015 Nationaltrainer Niko Kovač und ernannte Čačić zu seinem Nachfolger, der bereits einige Jahre zuvor die U-21-Mannschaft trainiert hatte. Unter Čačić wurden dann die beiden letzten Qualifikationsspiele gewonnen, so dass sich Kroatien als Gruppenzweiter für die Endrunde qualifizierte. Auch in den folgenden fünf Freundschaftsspielen unter seiner Leitung blieben die Kroaten ungeschlagen und konnten sich am 4. Juni 2016 im letzten Testspiel vor der EM-Endrunde gegen San Marino mit zehn Toren und dem höchsten Sieg ihrer Länderspielgeschichte für die Endrunde warmschießen, bei der sie dann das Auftaktspiel gegen die Türkei mit 1:0 gewannen. Nach einem 2:2 gegen Tschechien gelang ihnen ein 2:1-Sieg gegen den bereits für das Viertelfinale qualifizierten Titelverteidiger Spanien, wodurch die Spanier 12 Jahre nach ihrer letzten EM-Niederlage wieder ein EM-Spiel verloren und Kroatien als Gruppensieger ins Achtelfinale einzog. Hier trafen sie auf den späteren Europameister Portugal, das sich mit drei Remis als einer der besten Gruppendritten für die K.-o.-Runde qualifiziert hatte. Nach 90 tor- und ereignislosen Minuten ging es in die Verlängerung, in der den Portugiesen drei Minuten vor dem Spielende nach einem Konter der Siegtreffer gelang. In die anschließende Qualifikation für die WM 2018 starteten die Kroaten mit einem Remis und fünf Siegen, verloren dann aber von den nächsten drei Spielen zwei – in Island und der Türkei – und konnten gegen Neuling Kosovo auch nur mit 1:0 gewinnen, so dass sie vor den beiden letzten Spielen nur aufgrund der besseren Tordifferenz vor Island liegen.
Nachdem am vorletzten Spieltag der WM-Qualifikation gegen Finnland nur ein 1:1-Unentschieden gelang und man dadurch vom direkten Qualifikationsplatz rutschte, wurde er kurz vor dem entscheidenden Spiel gegen die Ukraine entlassen.
Von Dezember 2019 bis 2020 war er Trainer des ägyptischen Vereins Pyramids FC.
Von April 2022 bis April 2023 war er wieder Trainer von Dinamo Zagreb.

## Erfolge als Trainer
- Kroatischer Meister 2011/12
- Kroatischer Pokalsieger 2011/12
- Slowenischer Supercupsieger 2013
- Qualifikation für die EM-Endrunde 2016 mit Kroatien